# Bitwa morska pod Kyme
Bitwa morska pod Kyme (Cumae) – bitwa rozegrana w roku 474 p.n.e.
Po śmierci władcy Syrakuz Gelona w roku 478 p.n.e. jego następcą został Hieron I, który kontynuował ekspansywną politykę swojego brata. Zdobył i zniszczył m.in. Naksos oraz Katanę a ludność przesiedlił do Lentini (Leontinoj) i Etny. Po małżeństwie z córką tyrana Rhegion Anaksilasa Hieron przekroczył Cieśninę Mesyńską rozszerzając swoje wpływy na Półwyspie Apenińskim. Tutaj jednak drogę zagrodzili mu nadchodzący z północy Etruskowie, którzy w roku 474 p.n.e. zagrozili miastu Kyme (Cumae). Flota Hierona pośpieszyła wówczas z pomocą, a w bitwie morskiej nieopodal miasta rozbiła całkowicie przeciwnika. Część zdobytych łupów złożono w świątyni Zeusa w Olimpii. Na cześć tego zwycięstwa znajdującego się na monetach syrakuzańskich lwa pod wizerunkiem kwadrygi zastąpiono potworem morskim symbolizującym morską potęgę pokonanych Etrusków.

## Literatura
- Grzegorz Lach, Wyprawa sycylijska 415-413 p.n.e., Wyd. Bellona, Warszawa 2007
- Marta Korczyńska-Zdąbłarz, Kyme 474 p.n.e., Wyd. Bellona, Warszawa 2010